# Old El Paso
Old El Paso est une marque de produits de cuisine dans le style tex-mex, tel que dîners prêt-à-consommer, tacos, sauces pour tortillas, condiments, guacamole, riz et haricots. 
Cette marque est commercialisée à travers le globe, notamment au Royaume-Uni, aux États-Unis, en Espagne, au Canada, en France, en Suisse ou en Allemagne, et est détenue par le groupe américain General Mills et a auparavant été propriété de la firme anglaise Grand Metropolitan.

## Historique
Old El Paso est née en 1938 aux États-Unis et a été acquise par Pillsbury (ultérieurement appelée General Mills) en 1995.
La marque a été introduite en France en 1986 avec une gamme de produits d'inspiration mexicaine. Elle propose des recettes inspirées de toutes les régions du Mexique, avec des kits de cuisine, des sauces et des mélanges d’épices.
Les produits distribués en Europe sont réalisés dans l’usine de San Adrian en Navarre (Espagne).